# انستیتوهای مطالعات پیشرفته مادرید
انستیتوهای مطالعات پیشرفته مادرید یا به اختصار اینده‌آ (IMDEA تلفظ اسپانیایی: [inˈde.a]) به عنوان پروژه‌ای علمی‌پژوهشی توسط دولت ایالتی بخش خودمختار مادرید، پایتخت اسپانیا، تأسیس شده و در سال ۲۰۰۶ آغار به کار نمودند. بین سال‌های ۲۰۰۶ و ۲۰۰۸ هفت مؤسسهٔ مطالعات پیشرفته با نام اینده‌آ در شاخه‌های مختلف علمی ایجاد شدند.

## سازمان‌دهی
هر یک از مراکز پژوهشی اینده‌آ توسط یک بنیاد مستقل اداره می‌شود. در حال حاضر هفت مرکز اینده‌آ مشغول به کار هستند که هر یک در شاخهٔ علمی خاصی پژوهش می‌کنند.
این مراکز عبارتند از:
- مرکز پژوهش نرم‌افزار اینده‌آ
- مرکز پژوهش فناوری‌های آب اینده‌آ
- مرکز پژوهش‌های غذایی اینده‌آ
- مرکز پژوهش انرژی اینده‌آ
- مرکز پژوهش مواد اینده‌آ
- مرکز پژوهش نانوفناوری اینده‌آ
- مرکز پژوهش شبکه‌های مخابراتی اینده‌آ